# Yucca filifera

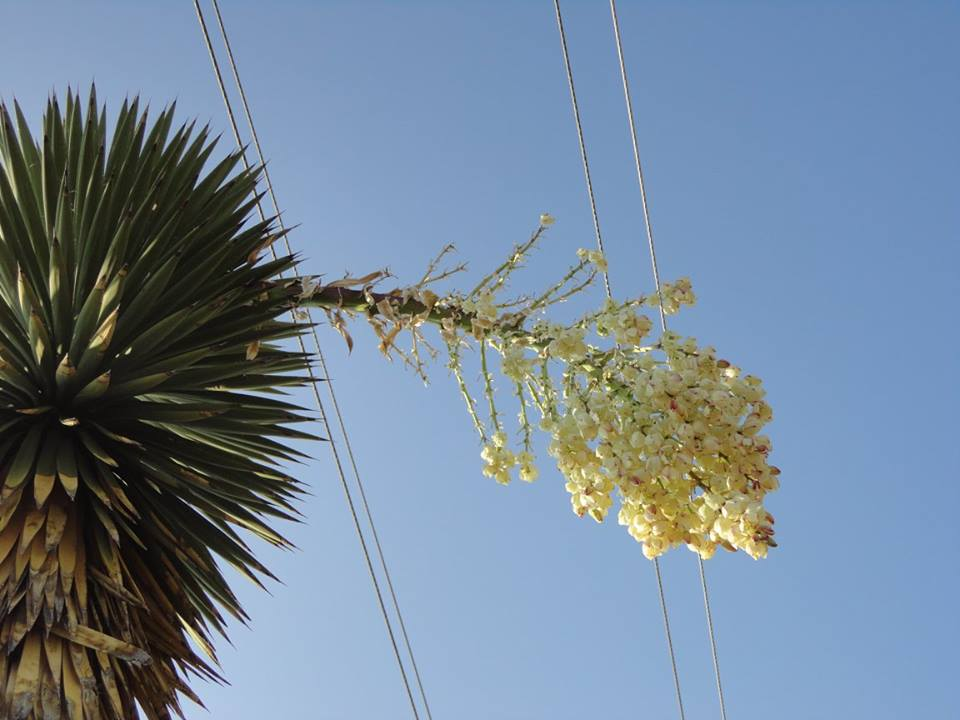
Inflorescencia de Yucca filifera.

Yucca filifera es una especie de planta arborescente, perteneciente a la familia de las asparagáceas.

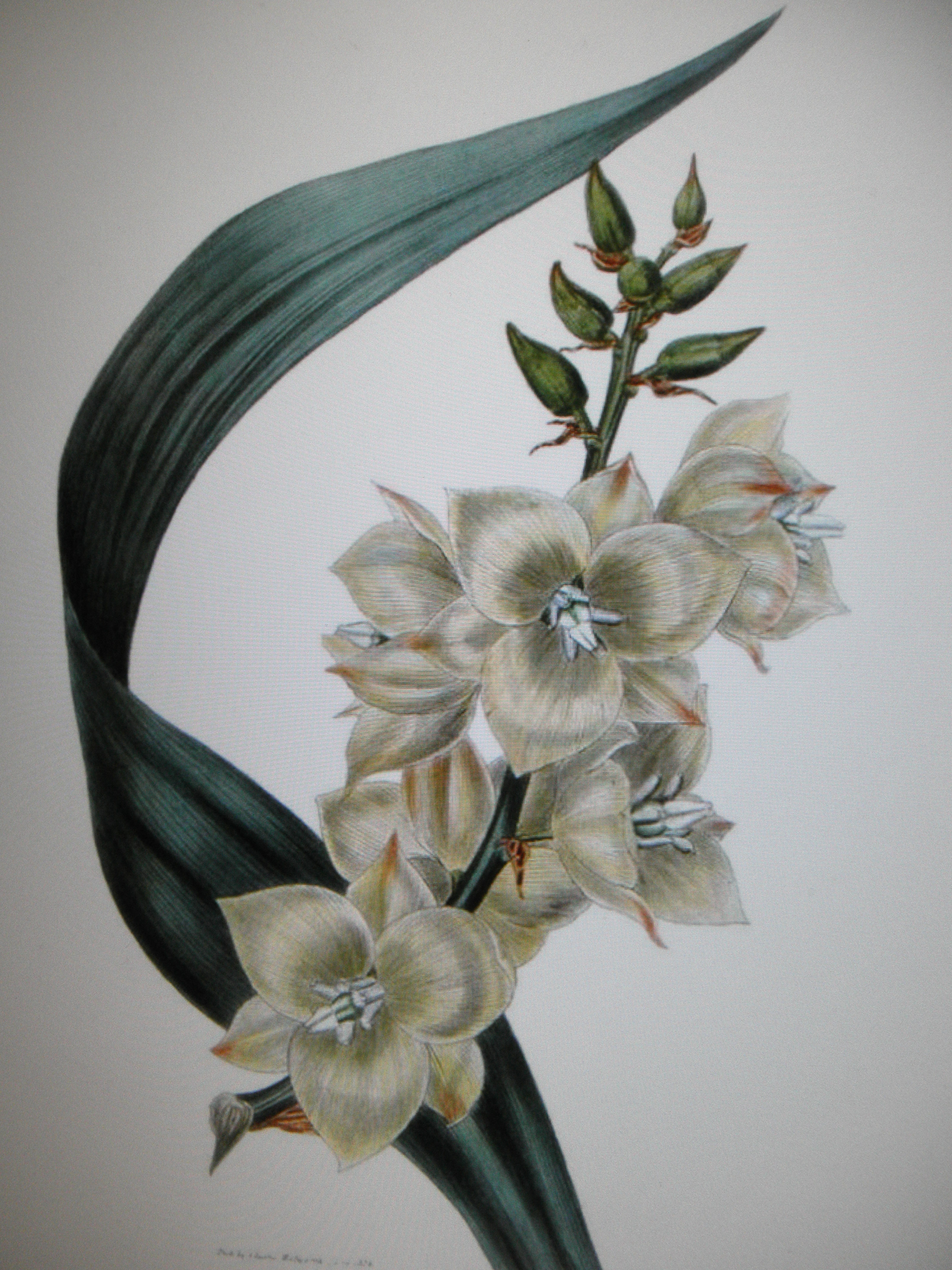
Ilustración

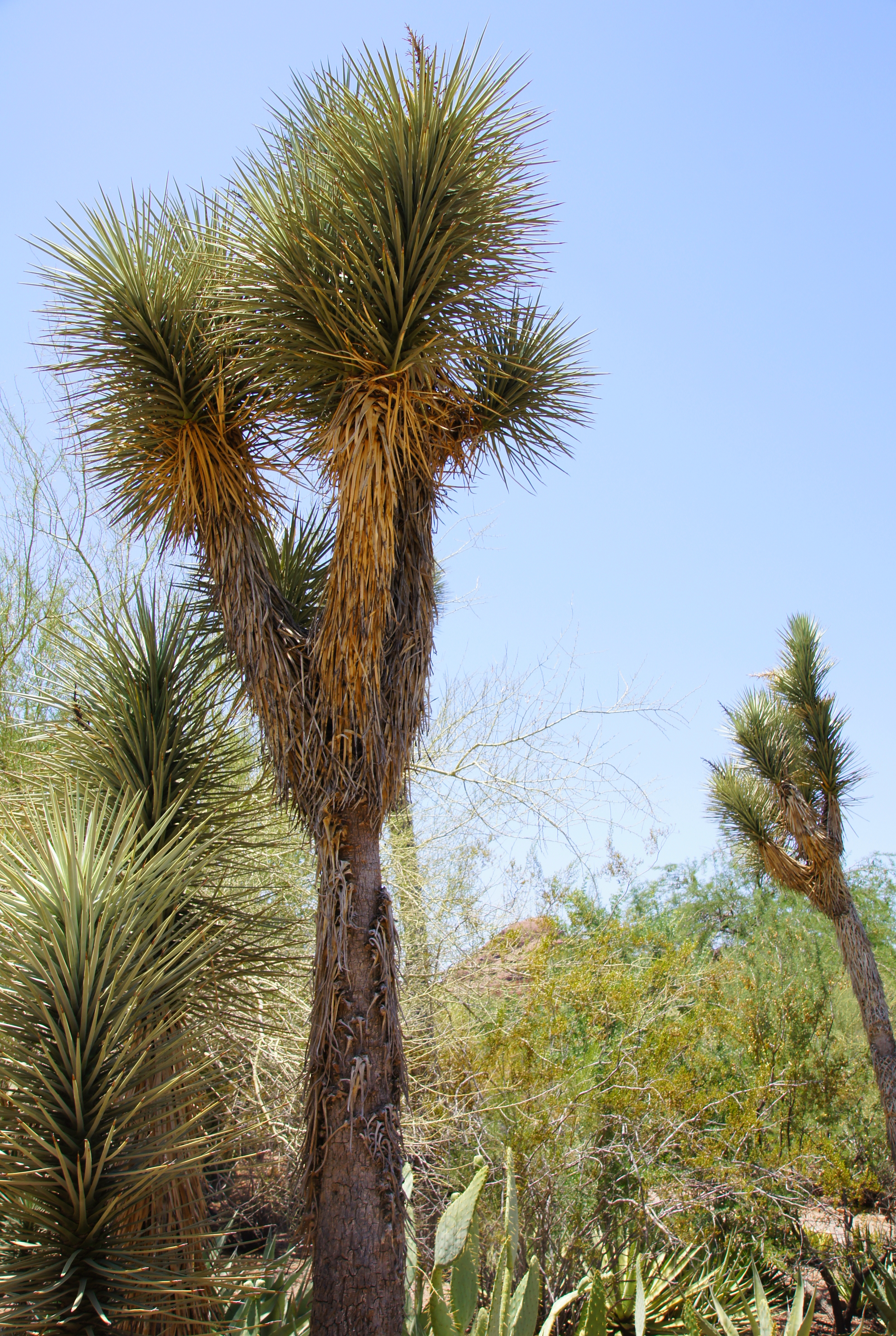
Vista de la planta

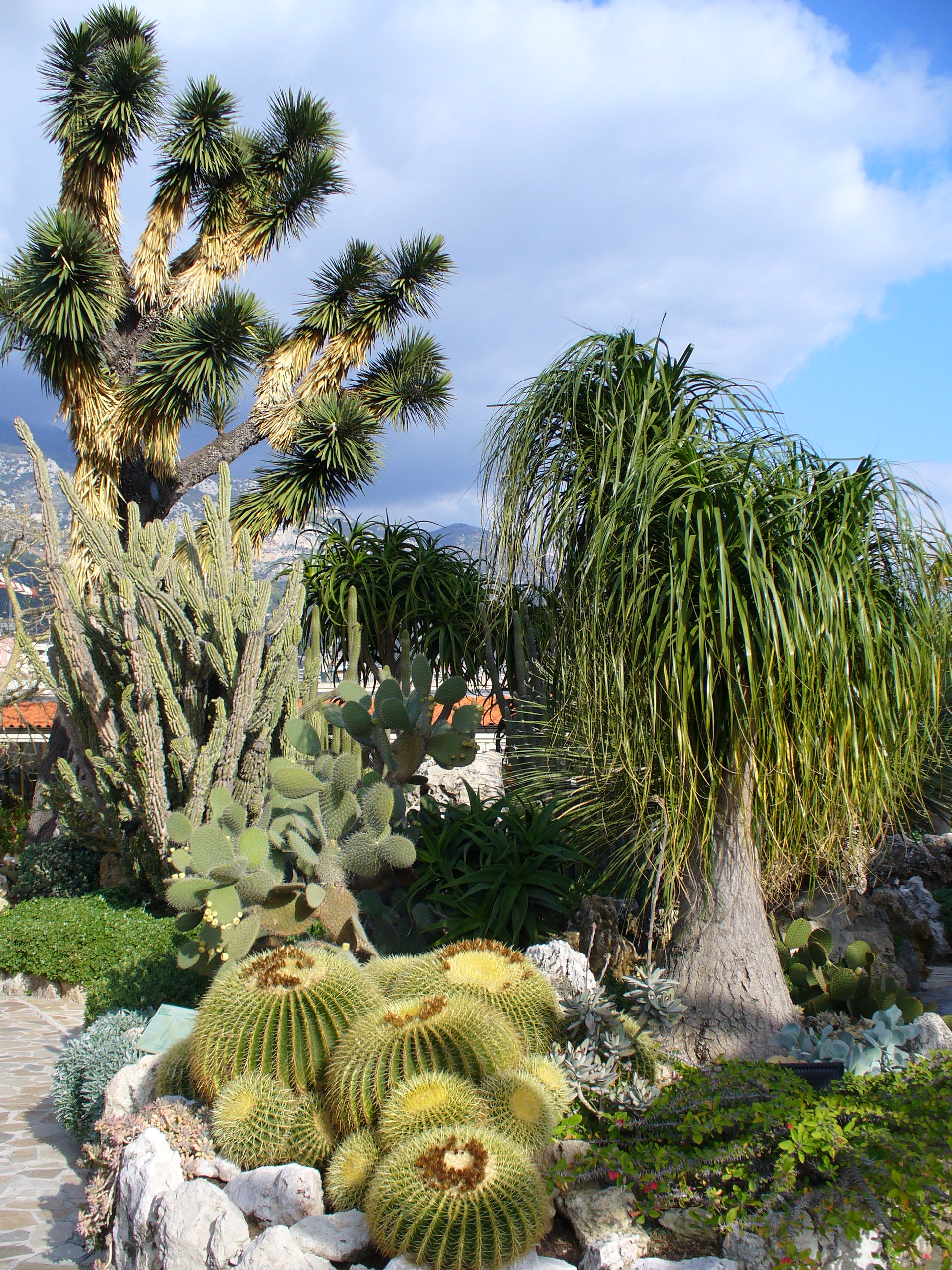
Vista de la planta

## Descripción
Alcanza hasta más de 10 m de altura, muy ramificada (plantas viejas) hasta con 40 ramas. Hojas hasta de 55 cm × 3,6 cm; lineares oblanceoladas, constreñidas cerca de la base, rígidas, generalmente ásperas en ambas superficies; con numerosos filamentos espiralados de color blanco, fácilmente quebradizos que son más notables en las hojas jóvenes.
Florece de fines de abril a fines de mayo.

## Zona de distribución
Esta especie se encuentra en México, donde se distribuye en los estados de Coahuila, Nuevo León, Zacatecas, San Luis Potosí, Tamaulipas, Guanajuato, Querétaro, Hidalgo, Michoacán y México.

## Hábitat
Planicies con suelos profundos, bien drenados o con deficiente drenaje (cuencas endorreicas); con altitudes entre 500 y 2400 m s. n. m. Forma parte del estrato arbóreo, principalmente en el matorral desértico.

## Reproducción
Las yuccas tienen la capacidad de reproducirse sexualmente, o sea por semillas y vegetativamente por brotes en el mismo árbol.

## Polinización
Su polinización es posible, mediante la intervención de una pequeña mariposa (la mariposa de la yuca) cuya larva se desarrolla en el interior de los frutos, el adulto deposita sus huevecillos en el ovario de las flores transportando así el polen desde las anteras al estigma.

## Germinación y crecimiento
Los porcentajes de germinación de las semillas en la mayoría de las especies oscilan entre 60% y 80%. Sin embargo la viabilidad sólo alcanza un 48%. En general el crecimiento de las plántulas es lento, al principio estas se confunden con algunas gramíneas, después adquieren la forma de una planta suculenta; las hojas embrionales duran por lo menos un año. Estas son péndulas, usualmente glaucas, azul verdosas. Al llegar a los 4 o 6 meses de edad, las hojas embrionales comienzan a ser reemplazadas por las hojas características de la etapa adulta. Es desde los 18 meses a 3 años cuando la planta está totalmente provista con este último tipo de hojas.

## Taxonomía
Yucca filifera fue descrito por J. Benjamin Chabaud y publicado en Revue Horticole 48: 432, f. 97. 1876.

#### Etimología
Yucca: nombre genérico que fue nombrado por Carlos Linneo y que deriva por error de la palabra taína: yuca (escrita con una sola "c").
filifera: epíteto latíno que significa "con hilos"

#### Sinonimia
- Yucca baccata var. filifera
- Yucca canaliculata var. filifera [4][5]

## Nombre vulgar
Espadillo, palma china, palma corriente, izote, mají o bají y tambasi.